# 単行本

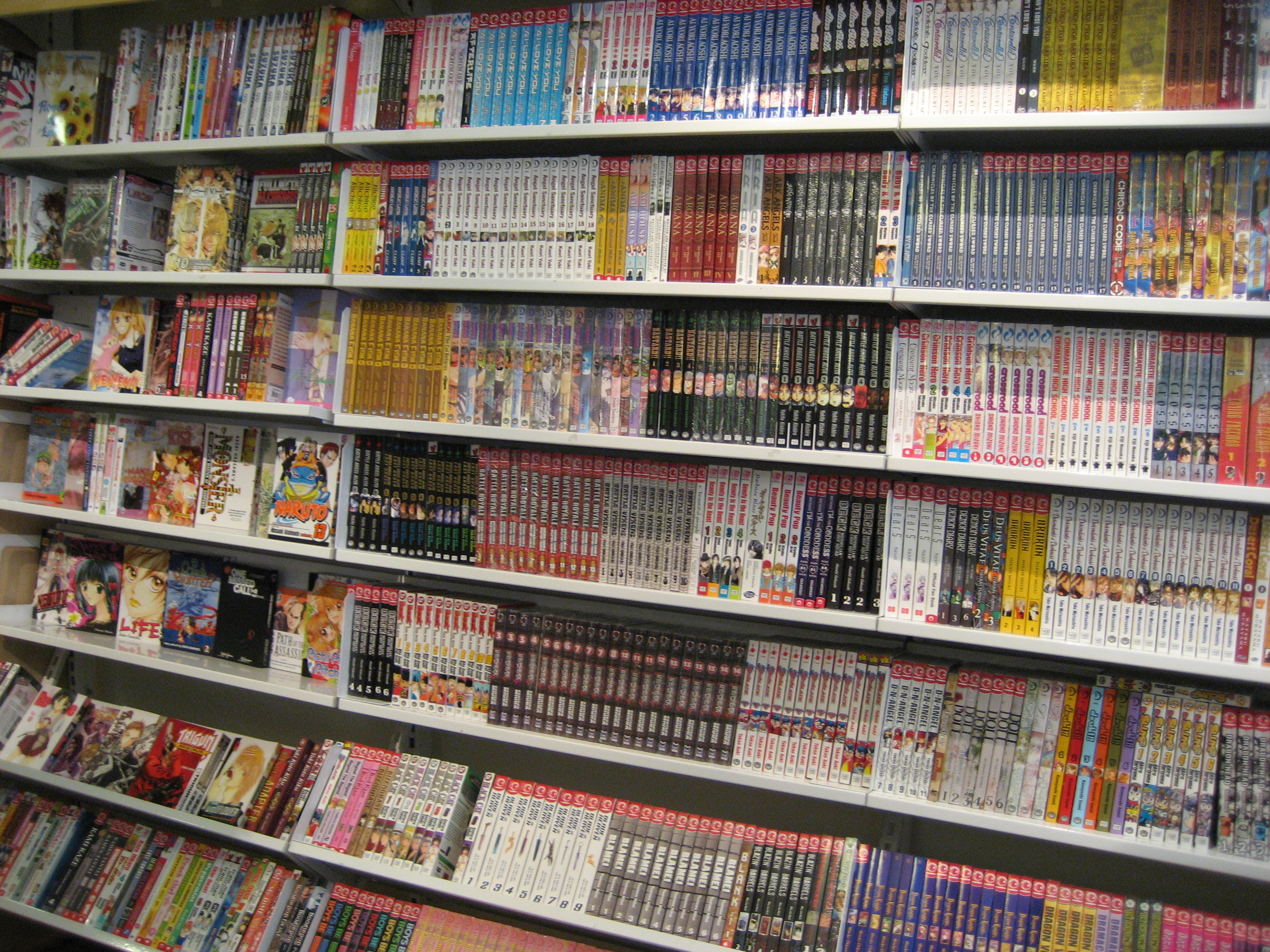
様々な日本の漫画の翻訳版が並んだ書店の本棚 （スウェーデン ･ イェーテボリのScience Fiction-bokhandeln 2007年 ）

単行本（たんこうぼん）とは、叢書や全集などの中の1冊としてではなく、単独で刊行される本のことである。基本的には1冊で刊行されるが、ページ数が多い場合は分冊形式で刊行される。
久米邦武の『米欧回覧実記』内の「世に単行本多けれども」という用例がその初出と考えられている。
小説では、雑誌や新聞などに掲載された作品を、1冊の本にまとめて単行本として刊行する例の他に、単行本として刊行するために作品を書くこともあり、このような例を単行本書き下ろしという。単行本の製本は上製本（ハードカバー）が一般的であるが、並製本（ソフトカバー）もある。
言葉の本来の意味としては、文庫本も新書サイズソフトカバー本（小説の場合はノベルス本と呼ばれる）も単行本に含まれるが、この二種類を除いたものを単行本と呼ぶ慣習が非常に根強い。一般的に、単行本として刊行されたものは、数年の後に、価格を下げて文庫として刊行される。これを文庫化という。単行本として刊行された後、ノベルスとして刊行されてから、文庫化される例もある。稀に、宮部みゆき 『おまえさん』やピエール・ルメートル 『天国でまた会おう』のように、単行本と文庫本が同時発売される例や、京極夏彦 『ルー=ガルー2』のように、単行本・ノベルス版・文庫本 ･ 電子書籍版が同時発売される例もある。2010年頃からは、単行本を経ずにいきなり文庫として刊行される例も多くなっている。
漫画本は叢書の定義に当てはまるにもかかわらず、単行本と呼ばれている。